# 354 (numero)
Trecentocinquantaquattro (354) è il numero naturale dopo il 353 e prima del 355.

## Proprietà matematiche
- È un numero pari.
- È un numero composto.
- È un numero abbondante.
- È un numero sfenico.
- È un numero palindromo nel sistema di numerazione posizionale a base 11 (2A2).
- È un numero nontotiente (per cui la equazione φ(x) = n non ha soluzione).
- È somma delle prime 4 quarte potenze: {\displaystyle 354=1^{4}+2^{4}+3^{4}+4^{4}}
- È parte delle terne pitagoriche (354, 472, 590), (354, 3472, 3490), (354, 10440, 10446), (354, 31328, 31330).

## Astronomia
- 354P/LINEAR è una cometa periodica del sistema solare.
- 354 Eleonora è un asteroide della fascia principale del sistema solare.

## Astronautica
- Cosmos 354 è un satellite artificiale russo.